# Йодок (концентраційний табір)
Йодок (кор. 요덕) — табір в КНДР. Офіційна назва — Центр перевиховання № 15 (кор. 15호 요덕관리소). Також в іноземній пресі часто використовуються терміни «тюремний табір» та «концентраційний табір».
За повідомленнями незалежних від уряду КНДР джерел, табір використовується для політичних в'язнів. Відкритий в 1959 році. Розташований в повіті Йодок провінції Хамгьон-Намдо, також займає частину повіту Техін провінції Пхйонан-Намдо.
За інформацією неурядової організації Комітет США з прав людини в Північній Кореї, у таборі проживає близько 40,000 ув'язнених. Йодок є закритим об'єктом, тому інформація про табір поступає в основному від біженців — колишніх ув'язнених цього концтабору. Станом на січень 2010 року, за даними південнокорейської преси, у Південній Кореї проживає 254 колишніх ув'язнених концтабору, однак, з різних причин, не всі вони повідомляють подробиці про своє життя в таборі.
Російський сходознавець А. М. Ланьков вважає, що зі всіх північнокорейських концтаборів, Йодок — «найліберальніший за режимом, щось середнє між табором в класичному розумінні та районом для спецпереселенців».
Уряд КНДР називає Йодок звичайною тюремною колонією для кримінальних злочинців та не визнає звинувачень в створенні концентраційного табору.
Згідно з офіційною північнокорейською позицією, у КНДР відсутні табори для політичних ув'язнених, а повідомлення про їхнє існування, а також про порушення прав людини в Північній Кореї є фабрикацією, підготовленою «південнокорейськими маріонетками» та «правими японськими реакціонерами».

## Інформанти
Через особливості об'єкта, відомості про Йодок поступають нерегулярно. Нижче приведений список ув'язнених-інформантів; всі відомості, які наводяться ними, відносяться до терміну перебування інформантів у таборі.
| Ім'я українською | Ім'я корейською | Дата перебування в концтаборі |
| ---------------- | --------------- | ----------------------------- |
| Кім Йонсун       | 김영순          | з 1970 по 1979 рік            |
| Кан Чхольхван    | 강철환          | з 1977 по 1987 рік            |
| Ан Хйок          | 안혁            | з 1986 по 1989 рік            |
| Кім Тхеджін      | 김태진          | з 1988 по 1992 рік            |
| Лі Йонгук        | 이영국          | з 1995 по 1999 рік            |
| Кім Инчхоль      | 김은철          | з 2000 по 2003 рік            |
| Чон Кваніль      | 정광일          | з 2000 по 2003 рік            |

## Історія табору
Структура північнокорейської системи концтаборів створювалася під сильним впливом СРСР, за прямої участі направлених радянським урядом радників, що працювали в апараті корейського МВС аж до кінця 1950-х років. Специфічні риси, характерні саме для КНДР, з'явилися лише наприкінці 1950-х років, коли період беззастережного слідування у фарватері радянської політики залишився позаду, та багато в чому були пов'язані з впливом політичної культури маоїстської КНР.
30 травня 1957 року, після того, як Кім Ір Сен остаточно переміг всіх своїх внутрішньополітичних супротивників, Постійний комітет ЦК ТПК прийняв постанову «Про перетворення боротьби з контрреволюційними елементами у всенародний, всепартійний рух», яка поклала основу для північнокорейської системи концтаборів.
За оцінками західних експертів, подібні табори були побудовані в 12 районах КНДР, що приблизно становить 1,2 % територій країни, у них було ув'язнено понад 200 тисяч осіб (понад 1% населення Північної Кореї).
У 1958 році в повіті Йодок було створено поселення для спецпоселенців. Через рік на його місці був заснований концтабір, який на той момент складався з п'яти табпунктів: Пхйонджон (кор. 평전리), Куип (кор. 구읍리), Тесук (кор. 대숙리), Тесок (кор. 대석리) та Йонпхйон (кор. 룡평리).
У середині 1960-х жителям повіту Йодок було наказано переїхати в інші райони КНДР.

## Розташування табору
Йодок розташований в долині посеред гірського масиву. На північ від табору знаходяться гірські піки Пексан (кор. 백산, 1724 м) та Модосан (кор. 모도산, 1883 м), на заході — піки Токсан (кор. 덕산, 1517 м) та Пйонпхусан (кор. 병풍산, 1548 м), на сході — Чхебоннйон (кор. 채봉령, 1250 м) та Мединсан (кор. 매등산, 1152 м).
Через табір протікають річки Йонхинган (кор. 룡흥강) та Іпсокчхон (кор. 립석천).
Єдиний вхід у табір розташований у його південно-західній частині, за перевалом Вольванньон (кор. 월왕령). У останнього, як повідомляє Кан Чхольхван, є прізвисько «перевал сліз» (кор. 눈물 의 고개). Через перевал проходить дорога, побудована ще в колоніальний період, через яку здійснюється зв'язок між табором та рештою світу.

## Будова табору
Колишній ув'язнений концтабору Кан Чхольхван в своїх мемуарах пише, що Йодок поділяється на «зону повного контролю» (кор. 완전통제 구역) для засуджених на довічний термін та «зону революціонізації» (кор. 혁명화 구역), з якої інколи ув'язнені звільняються. Зона революціонізації, у свою чергу, поділяється на табпункти Іпсок (кор. 립석리), Куип (кор. 구읍리) — для сімей репатріантів з Японії та Тесук (кор. 대숙리) — для самотніх ув'язнених. Інші підрозділи відносяться до «зони повного контролю»: табпункти Пхйонджон (кор. 평전리), Йонпхйон (кор. 룡평리), табпункт Коип, де виконуються смертні вироки, та інші табпункти.
В'язні зони революціонізації вважаються такими, які можуть «виправитися», зони абсолютного контролю — ні.
Весь табір оточений парканом з колючим дротом, через який пропущений електричний струм. У загорожі розташовуються сторожові вежі заввишки 7—8 метрів. Патрульну службу несуть 100 охоронців, озброєних автоматами та гранатами. Додатково до цього є патрульні команди із сторожовими собаками. Всередині табору в кожному табпункті по двоє солдатів несуть постійну вахту.
За свідченнями Кім Инчхоля, в 2000 році в таборі була проведена адміністративна реформа, у результаті якої більша частина території табору стала «зоною повного контролю».
У всіх інших північнокорейських таборах зони революціонізації відсутні.
За свідченнями іншого колишнього в'язня табору Лі Йонгука, який був ув'язнений в табпункті Тесук, там живе близько 1000 осіб. Табірний пункт поділяється на 6 відділень. У кожному відділенні живе близько 170 ув'язнених.

## Жителі табору

### Охоронці
Кан Чхольхван повідомляє про такі вимоги до охоронців табору:
1. Мати «добре» походження, тобто мати серед родичів лише робітників або селян.
2. Не мати родичів, засуджених за політичними статтями.
3. Бути фізично сильним — для того, щоб мати можливість нести вахту на сторожових вежах, та для того, щоб в разі спроби втечі ув'язнених перешкодити їм.
4. Бути щирим послідовником ідей чучхе.[31]

### Ув'язнені

В'язні концтабору Йодок. Зйомка прихованою камерою японського телеканалу Fuji TV 27 серпня 2004 року

Йодок — один з таборів для політичних в'язнів. У ньому відбувають ув'язнення як особи, які скоїли дрібні політичні злочини, так і члени сімей серйозніших політичних злочинців (як правило, самого злочинця або розстрілюють, або відправляють в зону абсолютного контролю, тоді як члени його сім'ї живуть в зоні революціонізації). В КНДР політичних в'язнів зазвичай висилають в табір без суду та слідства — людину просто заарештовують та відправляють в табір.
Наприклад, Кан Чхольхван так описує свій арешт: одного дня до них в будинок (Кану було 9 років на момент арешту) прийшли співробітники служби безпеки та почали обшук:
|  | Агенти служби безпеки продовжували ритися в наших речах, не звертаючи уваги на обурені погляди батьків, коли, нарешті, мама підвищила на них голос, вимагаючи, аби вони припинили кидати на підлогу білизну з шафи. Агент з блокнотом оскаженів. Він різко встав, наказав мамі мовчати та голосно зачитав папір, у якому було сказано, що дідусь скоїв державну зраду. Тому його сім'я, тобто всі ми, повинні негайно вирушив у повіт, про який я раніше не чув, — Йодок... |

## Політика щодо сім'ї

Супутниковий знімок концтабору Йодок.

У таборі проводилася подвійна політика щодо сімей. Як і в інших таборах для «виправних» у КНДР, в'язні живуть з сім'ями (що, втім, не поширюється на табори «для невиправних»). Так, сім'я Кан Чхольхвана — бабуся, сестра, дядько, батько та він сам мали можливість жити разом. У них були дві кімнати в бараку, крім того, вони користувалися тими речами, які їм дозволили взяти з Пхеньяна.
Проте цю політику не можна назвати направленою на збереження сім'ї, оскільки держава жорстко забороняє всі стосунки між засудженими та членами їх сімей, які залишилися на волі. Так, мати Кан Чхольхвана змусили розвестися з батьком, загрожуючи їй висиланням в табір (в разі її відмови, туди повинні були відправити і її родичів). Будь-яке листування між засудженими та їх родичами на волі було заборонено.
Крім того, у Йодоку заборонено сексуальні стосунки поза сім'єю. Якщо таке все ж трапляється, чоловіка відправляють в карцер, а жінку змушують в подробицях описувати сексуальний досвід у присутності всіх ув'язнених, після чого, у разі, якщо вона завагітніла, її примушують зробити аборт. Проте Кан Чхольхван відзначає, що інколи жінкам вдається уникнути аборту. Так, одній з них вдалося приховати вагітність, а після народження дитини вона відмовилася віддати її охоронцям. У присутності інших ув'язнених вона сказала, що охоронці не мають права вбивати дитя, яке не скоїло жодного злочину, і якби про це дізнався Кім Ір Сен, він був би дуже розлючений. У результаті їй дозволили залишити дитину.
На практиці табірна адміністрація забороняє не лише секс, але й прояви кохання. Кан Чхольхван розповідає історію кохання між охоронцем та ув'язненою — племінницею тієї жінки, яка змогла врятувати своє дитя:
|  | Я бачив, як вона працювала на полі більш енергійно, ніж більшість чоловіків. Вона закохалася в охоронця, і коли її вагітність була виявлена, батько дитини зізнався в своєму злочині та був посланий у карцер. Завдяки тому, що його кохана таємно проносила в камеру щурів та жаб, він зміг вижити. На той час, коли його випустили, він нагадував скелет. При зрості в 178 сантиметрів він важив менше 40 кілограмів. Він не міг стояти самостійно, тому його довелося виносити на ношах. Неймовірно: вона продовжувала працювати, одночасно годуючи своє дитя та піклуючись про нього... і дитя вижило. Я пізніше дізнався, що в 1989 році їх випустили з табору і вони одружилися. |

Завдяки іншому біженцеві з КНДР — Чон Сонсану — ця історія стала відомою на Заході. Чон Сонсан втік із КНДР в 1995 році. У 2002 році він, дізнавшись, що його батько публічно забитий камінням до смерті, шукав спосіб виразити свої почуття, і створив мюзикл «Йодокська історія» (англ. Yoduk Story). Цей мюзикл був показаний в музичному центрі Стратмор в Вашингтоні в 2006 році. У мюзиклі грають корейці, у тому числі й біженці з Півночі.

## Харчування ув'язнених. Голод
Кан Чхольхван розповідає, що їжу в концтаборі готували вдома, але, оскільки продукти, які сім'ї дозволяли взяти з собою в табір, швидко закінчувалися, а табірні пайки були мізерні (для дорослих, зайнятих на важких роботах, — 600 грамів кукурудзи в день, для інших — 500), їжі постійно не вистачало. У табпунктах для «невиправних» пайок становив 450 грамів кукурудзяної та пшеничної каші в день. Ув'язнені вдавалися до різних способів здобуття їжі: хтось крав кукурудзу, вирощував щурів, хтось вирощував їжу на своїх маленьких городах, хтось їв траву та листя. Кан Чхольхван згадує, як він ловив щурів, які служили основним джерелом м'яса для сім'ї. Інколи в'язні їли змій.
Їжі хронічно не вистачало, часто траплялися випадки хвороб, пов'язаних з нестачею вітамінів, та смертей від голоду. Кан Чхольхван розповідає, як він з іншими ув'язненими ховав дівчинку, яка померла від голоду:
|  | Оскільки я добре знав гори, охоронці часто наказували мені допомогти поховати людей. Краще всього я пам'ятаю похорони Кім Сури, яка померла 16 лютого 1986 року, у день народження Кім Чен Іра. Вона була єдиною дівчинкою з п'яти дітей в сім'ї, і була дуже вродлива. Бідна дівчинка страждала від туберкульозу та недоїдання протягом тривалого часу. Готуючись до церемонії святкування Дня народження нашого Улюбленого Керівника, вона одягнулася так красиво, як тільки могла. На цій церемонії часто оголошували про звільнення ув'язнених, і вона сподівалася, що цього разу виберуть її сім'ю. Але, як тільки вона прийшла на церемонію, вона втратила свідомість та більше не встала. Ми всі дуже любили її і, вирішивши, що вона має право на добру могилу, спорудили труну з дощок, які були викинуті з тартаку. Коли ми несли її труну в гори на плечах, крізь дірки було видно її тіло. Коли ми дісталися до місця похоронів, земля промерзла, і нам довелося розвести багаття, щоб ми могли копати. Наступної весни земля осіла, і труп почав показуватися із землі. Я знов покрив його землею... |

## Праця

Супутниковий знімок табпункта Кнуп

За повідомленням Кан Чхольхвана, у табпункті Куїп ув'язнені працюють в гіпсовій шахті та золотій копальні. На останньому об'єкті працюють близько 800 людей, там часто трапляються нещасні випадки, тому в'язні прагнуть за будь-яку ціну уникнути відправлення до копальні. Неодружені жінки та літні люди звільнені від праці.
У таборі також є лікеро-горілчані заводи. Праця на заводі була не такою важкою, крім того, можна було вкрасти деяку кількість алкоголю. Завод виготовляв три види міцних спиртних напоїв. Два з них — із зерен та жолудів — призначалися для експорту, а третій — із змій — для внутрішнього споживання. Такий напій ув'язнені назвали «йодокською горілкою» (кор. 요덕 술). Інший колишній ув'язнений Йодок — Ан Хйок — повідомляє про те, що в таборі також існують роботи на лісоповалі для подальшого експорту дерева до Японії.
Лі Йонгук повідомляє про роботи на лісоповалі та кукурудзяних полях. Слід зазначити, що в концтаборі практикувалася «бригадна система» — в'язні поділялися на бригади, а результат роботи кожної людини зараховувався за результатами роботи бригади. У результаті в'язні самі підштовхували один одного до роботи. Для «невиправних» в'язнів робочий день становить від 16 до 18 годин на добу. За свідченнями Лі Йонгука, у таборі є три святкові дні — 1 січня (Новий рік), 16 лютого (День народження Кім Чен Іра) та 15 квітня (День народження Кім Ір Сена).

## Ідеологія

### Школа
Діти в Йодок відвідували школу, проте це не можна назвати освітою в повному розумінні цього слова, оскільки навчання, за рідкісними винятками, зводилося до ідеологічного оброблення (вивчення біографії та виступів Кім Ір Сена та Кім Чен Іра) та знущанні вчителів з дітей. Кан Чхольхван відзначає такі випадки:
1. Вчителі примушували дітей прибирати контейнери з фекаліями.
2. Вчителі примушували дітей вдавати собак. («Встань на карачки та скажи — я собака»!)[46]
3. Вчителі примушували дітей розкопувати ями і потім закопувати їх.
4. Вчителі били дітей, інколи до смерті.
5. Кан Чхольхван згадує про такий випадок: кілька дітей загинули через нещасний випадок на копальні. Вчитель примусив інших учнів викопувати тіла, а потім — продовжувати роботу[47].
6. Одного дня вчитель побив та скинув друга Кан Чхольхвана в контейнер з фекаліями. Хлопчик помер через кілька днів. Коли його мати прийшла до вчителя-вбивці, той «спокійно відповів їй, що хлопчик вів антиурядові розмови та що він заслужив на своє покарання. А потім він виштовхав мати на вулицю!»[48].

Кан Чхольхван описує свій перший урок в таборі таким чином:
|  | Оскільки я був новачком та ще не звик поводитися як того вимагали правила, я прагнув завоювати симпатію вчителя та показати свою перевагу над іншими. Можливо, інші дійсно нікуди не годилися, але ж я точно був здібний. Моя бабуся була депутатом Верховних Народних Зборів, а дідусь — віддав все своє майно партії. Аби показати, що я — добрий солдат Кім Ір Сена, я постійно ставив питання та вставляв репліки. Яка жахлива помилка! Коли вчитель розповідав про конференцію в Намходу і блискучу промову Кім Ір Сена 27 квітня 1936 року, мені здалося, що він переплутав обставини цієї конференції з інтригами, які оточували конференцію в Тахондані. Я підняв руку, і запитав, чи немає тут помилки. Вчитель, озброєний револьвером, важко ступаючи, підійшов до мене та сильно ударив мене по обличчю. По класу прокотилася хвиля сміху. Новачок отримав свій перший урок... |

У той самий час Кан Чхольхван повідомляє, що один з вчителів, Кім Кіун (кор. 김기운) поводився з дітьми по-іншому: називав їх по іменах, не бив, говорив спокійним голосом. При першій зустрічі він пригостив Кан Чхольхвана цукеркою. Коли Кім Кіун почав свій перший урок в школі, він представився, пообіцяв допомагати тим, кому буде складно та запитав, чи немає питань. Школярі, незвичні до такого поводження, промовчали від здивування. Кан Чхольхван говорив, що зі всіх представників табірної адміністрації, з якими він зустрічався, Кім Кіун був єдиним, хто поводився по-людськи.

### Збори критики та самокритики
У таборі регулярно проводилися «збори критики та самокритики». Охоронці збирали в'язнів, після чого деякі з них повинні були виступити з самокритикою. Кан Чхольхван наводить такий виступ як приклад:
|  | На знаменитій конференції 28 березня 1948 року наш Великий Вождь встановив, що наша молодь завжди має бути найенергійнішою на світі: і в роботі, і в навчанні. Але замість того, щоб звернути увагу на ці мудрі думки старшого товариша Ким Ір Сена, я двічі запізнився на перекличку. Я, і лише я, відповідаю за це запізнення, яке показує мою зневагу до променистих думок Великого Вождя. З сьогоднішнього дня я вставатиму на півгодини раніше та приведу себе у відповідність з його вказівками. Оновившись, я стану вірним сином революції Кім Ір Сена та Кім Чен Іра. |

Якщо охоронцеві здавалося, що ув'язнений виступив задовільно, то він міг переходити до наступної фази — піддати критиці іншого ув'язненого. У разі, якщо критикований не визнавав своєї провини, до критики приєднувався інший ув'язнений, потім — третій, і. т.д. Кан Чхольхван відзначає, що захищатися не мало сенсу, оскільки такі збори тривали до визнання своєї провини в'язнями.
Слід зазначити, що, за спостереженнями А. М. Ланькова, подібні збори відбувалися і на волі.

### Ідеологічні кампанії
Кан Чхольхван пише:
Подібні кампанії проводилися і «на волі» та були спричинені фінансовими проблемами, які спіткали КНДР.

## Покарання

Супутниковий знімок табпункту Йонпхйонні

У таборі офіційно існують такі види покарань:
1. Додаткові роботи.
2. Відправка до карцеру із збільшенням терміну ув'язнення на 5 років.
3. Відправка в штрафний табірний пункт Йонпхйон із збільшенням терміну ув'язнення до довічного.
4. Страта (розстріл або повішення).

### Карцер
У карцері ув'язнені стоять навколішки, їм не дозволяється говорити. Якщо вони хочуть в туалет, вони повинні підняти ліву руку, якщо їм погано, вони повинні підняти праву руку. Жодних інших жестів не дозволяється. Кан Чхольхван розповідає про кількох людей, які пережили карцер.
Один із них — це Пак Синджін, колишній футболіст. Він грав у складі збірної КНДР на чемпіонаті світу в Англії в 1966 році. Тоді північнокорейці змогли перемогти італійців, на той момент — одну з найсильніших команд світу. Після перемоги північнокорейські футболісти влаштували вечірку. Проте наступний матч з Португалією збірна КНДР програла з рахунком 5:3, попри те, що після першого тайму північнокорейці перемагали з рахунком 3:0. За цю поразку всіх футболістів, окрім одного, який не брав участь в вечірці, відправили в табір, серед них був і Пак Синджін. До того часу, коли Кан Чхольхван прибув в табір, Пак був там вже 12 років. Через 10 років, коли Кана звільнили, Пак все ще залишався в таборі. Одного дня його спіймали за крадіжкою цвяхів та цементу. Пак став заперечувати свою причетність до злочину та сильно вдарив охоронця. Його засудили до трьох місяців карцеру. Те, що Пак Синджін зумів вижити, Кан Чхольхван вважає винятковим випадком.

### Смертна кара
Страта — розстріл, повішення або закопування живцем — зазвичай застосовується за спробу втечі або замах на охоронця. Проте, щонайменше, один раз, за свідченням Кан Чхольхвана, людина була розстріляна за крадіжку їжі — 650 грам кукурудзи.
Нижче приведений опис Кан Чхольхваном однієї зі сцен страти:
|  | Нарешті, начальник табору встав та прочитав вирок засудженого. «Партія хотіла пробачити цього злочинця. Вона дала йому шанс виправитися тут, у Йодоку. Він не виправдав довіру Партії та заслужив на смерть». Тиша, після чого ми почули крик засудженого з вантажівки: «Ви — вилупки! Я ні в чому не винен!» Раптово крики припинилися. Ми бачили, як два охоронці витягнули його з вантажівки, тримаючи за руки. Мабуть, минуло дуже багато часу з тих пір, як він їв востаннє. Було враження, що охоронці підтримували його при ходьбі. Коли він проходив перед ув'язненими, деякі закрили очі. Інші опустили голови на знак пошани. Декілька ув'язнених, особливо молодші, дивилися, не вірячи своїм очам, на істоту, у якій навряд чи можна було впізнати людину. Нещасний, якого вели на страту, не здавався більше представником людського роду. Дивлячись на його розпатлане волосся, кров, синці, на його витріщені очі, його легко було прийняти за тварину. І тут я звернув увагу на його рот. Так от як вони змусили його замовкнути. Вони забили йому рот камінням. Охоронці прив'язали засудженого до стовпа трьома мотузками: на рівні очей, грудей та живота. Коли вони відійшли, командир встав на своє місце поряд з розстрільною командою. «У зрадника Батьківщини — цільсь. Вогонь!» Зазвичай робили три залпи з відстані чотирьох з половиною метрів. Перший залп розривав верхню мотузку, вбивав засудженого, а його голова при цьому падала вперед. Другий залп розривав мотузку довкола грудей, від чого тіло вбитого нахилялося вперед. Третій розривав останню мотузку, після чого тіло людини падало до ями, яка знаходилася перед ним, яка і ставала його могилою. Це спрощувало процес похоронів. |

## Спроби протесту

Супутниковий знімок табпункту Іпсок

Кан Чхольхван та Лі Йонгук відзначають, що деякі ув'язнені намагалися висловити свій протест проти порядків в таборі. Окрім вищезазначених, можна виділити такі випадки.

### Замахи на охоронців
Кан Чхольхван описує замах на охоронця:
|  | «Виправні» ув'язнені, яких звинуватили в скоєнні якого-небудь особливо тяжкого злочину, могли також бути переміщені в Йонпхйон. Це трапилося з сім'єю мого друга Чо Мйонхо після того, як його батько вбив начальника охорони. Батько Чо раніше був партійним чиновником. Після того, як він потрапив у Йодок, його відправили працювати в гіпсову шахту. Це були виснажливі та небезпечні роботи, на яких робітники повинні були щодня заповнювати безліч тачок. З його сина завжди знущався особливо жорстокий охоронець, сумнозвісний тим, що він бив ув'язнених батогом. Коли батько мого друга побачив, що охоронець плюнув в обличчя його сина, він з люті вдарив його каменем по голові. Охоронець впав мертвий. Батько був арештований та публічно страчений в Коипі, одному з двох місць виконання смертних вироків в Йодоку, після чого вся його сім'я була переведена в Йонпхйон. |

### Втеча
Кан Чхольхван повідомляє про кілька випадків втечі з табору, проте в переважній більшості вони закінчувалися невдачею. Втечі ускладнені географічним положенням табору: він знаходиться в долині, яка добре охоронялася. Крім того, аби дістатися до кордону, ув'язненому необхідно здолати безліч адміністративних кордонів: так, потрібно отримати кілька дозволів для виїзду з провінції, що вельми складно навіть для звичайного громадянина КНДР. Після того, як втікача знаходили, його публічно розстрілювали. Кан Чхольхван став свідком чотирнадцяти розстрілів.

### Вигуки при розстрілі
Інколи в'язні, яких вели на страту, намагалися вигукнути що-небудь образливе на адресу північнокорейського режиму або голосно заявити про свою невинуватість. Проте в цьому випадку їх били перед тим, як стратити:
|  | Восени 1986 року засудженому до смерті в'язню, якому, мабуть, поклали мало гальки в рота, зумів її виплюнути та почав кричати, що він не винен, і що Ким Ір Сен — «собачий виродок» — це одна з найсильніших лайок в корейській мові. Аби змусити його замовкнути, один з охоронців підняв великий камінь і запхнув його в рот в'язня, зламавши його зуби та перетворивши його обличчя на криваве місиво. |

Лі Йонгук повідомляє про наступний випадок: в одного з ув'язнених — Хан Синчхоля — в кишені знайшли сіль. Його прив'язали до машини та волочили по землі 4 кілометри, поки з його тіла не була зідрана шкіра та Хан не помер. Після страти ув'язнених примусили підійти до тіла та торкнутися його. Один з них — Ан Сунин — почав кричати, що людину не можна вбивати так жорстоко лише через те, що у нього знайшли сіль. Ана розстріляли на місці. Лі Йонгук повідомляє, що Ан і раніше виступав з критикою північнокорейського режиму. У табір його відправили за те, що він назвав Кім Ір Сена та Кім Чен Іра «жорстокими фашистами, гіршими за японських колонізаторів».

## Процедура звільнення з табору
Звільнення ув'язнених зазвичай відбувалося у свята. В'язнів збирали разом, після чого вони слухали промову начальника охорони про велич Кім Чен Іра. Потім вони повинні були виконати «Пісню про полководця Кім Ір Сена». Після цього начальник охорони повідомляв, що деякі сім'ї будуть відпущені з табору та зачитував список. Офіційною причиною звільнення було «милостиве рішення» Кім Ір Сена та Кім Чен Іра, які побачили «достатню міру перевиховання», яка була досягнута ув'язненими, яких збиралися випустити на волю. Потім з «промовами вдячності» виступав представник групи ув'язнених, яких збиралися звільнити:
|  | Завдяки милості нашого Великого Вождя товариша Кім Ір Сена, ми будемо звільнені, незважаючи на наші злочини в минулому. Ми від щирого серця дякуємо Партії та зробимо все від нас залежне, аби стати гідними її рішення. Крім того, ми дякуємо керівникам табору Йодок, які допомогли нам зрозуміти серйозність наших злочинів, перевиховали нас та наші сім'ї, годували та піклувалися про нас.... |

Після цього виступав з промовою представник тих, хто залишався в таборі:
|  | Партія дає нам ще один шанс поліпшити себе. Від імені всіх, хто залишається тут, я хочу принести нашу вдячність та пообіцяти, що ми працюватимемо ще наполегливіше, аби коли-небудь виявитися гідними звільнення. |

Наступного дня тих, кого звільнили, викликали у відділення служби безпеки табору, де вони підписували документ про нерозголошення будь-якої інформації про Йодок. Через один-два тижні їх вивозили з табору в найближче село, де колишнім в'язням оформляли необхідні документи.
В'язням ніколи не повідомляють, скільки років вони проведуть в таборі. А. М. Ланьков вважає, що «очевидно, термін перебування в ув'язненні ніяк не лімітований та звільнення залежить виключно від свавілля влади». Кан Чхольхван припускає, що його сім'ю випустили після смерті діда.

## Йодок у культурі

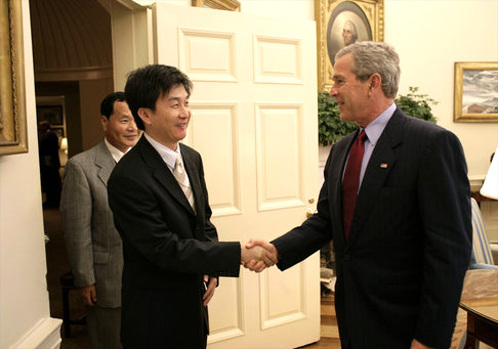
Колишній в'язень табору Йодок Кан Чхольхван зустрічається з президентом США Джорджем В. Бушем

### Мюзикл Yoduk Story
Мюзикл був створений колишнім ув'язненим Йодока Чон Сонсаном. Події відбуваються у концтаборі. Головна героїня мюзиклу — північнокорейська співачка Кан Йонхва, заслана в концтабір за принципом колективної відповідальності: її батька звинуватили в шпигунстві на користь Південної Кореї. За свідченням біженців, у мюзиклі досить адекватно передана атмосфера життя в таборі. Прем'єра мюзиклу відбулася в 2006 році у Сеулі. У 2010 році організатори мюзиклу повідомили про початок світового турне.

### Фільм Yodok Stories
Норвезький фільм Yodok Stories розповідає про Чон Сонсана та історію постановки мюзиклу «Yoduk Story». Режисер фільму — Анджей Фідик. Прем'єра в Норвегії відбулася в жовтні 2008 року.
Yodok Stories отримав нагороду Бергенського міжнародного кінофестивалю.

## Дивись також
- Концентраційні табори в КНДР